# Новоголованівськ
Новоголова́нівськ — село в Голованівській громаді Голованівського району Кіровоградської області України.

## Населення
Згідно з переписом УРСР 1989 року чисельність наявного населення села становила 10 осіб, з яких 5 чоловіків та 5 жінок.
За переписом населення України 2001 року в селі ніхто не мешкав.